# Karel Niestrath

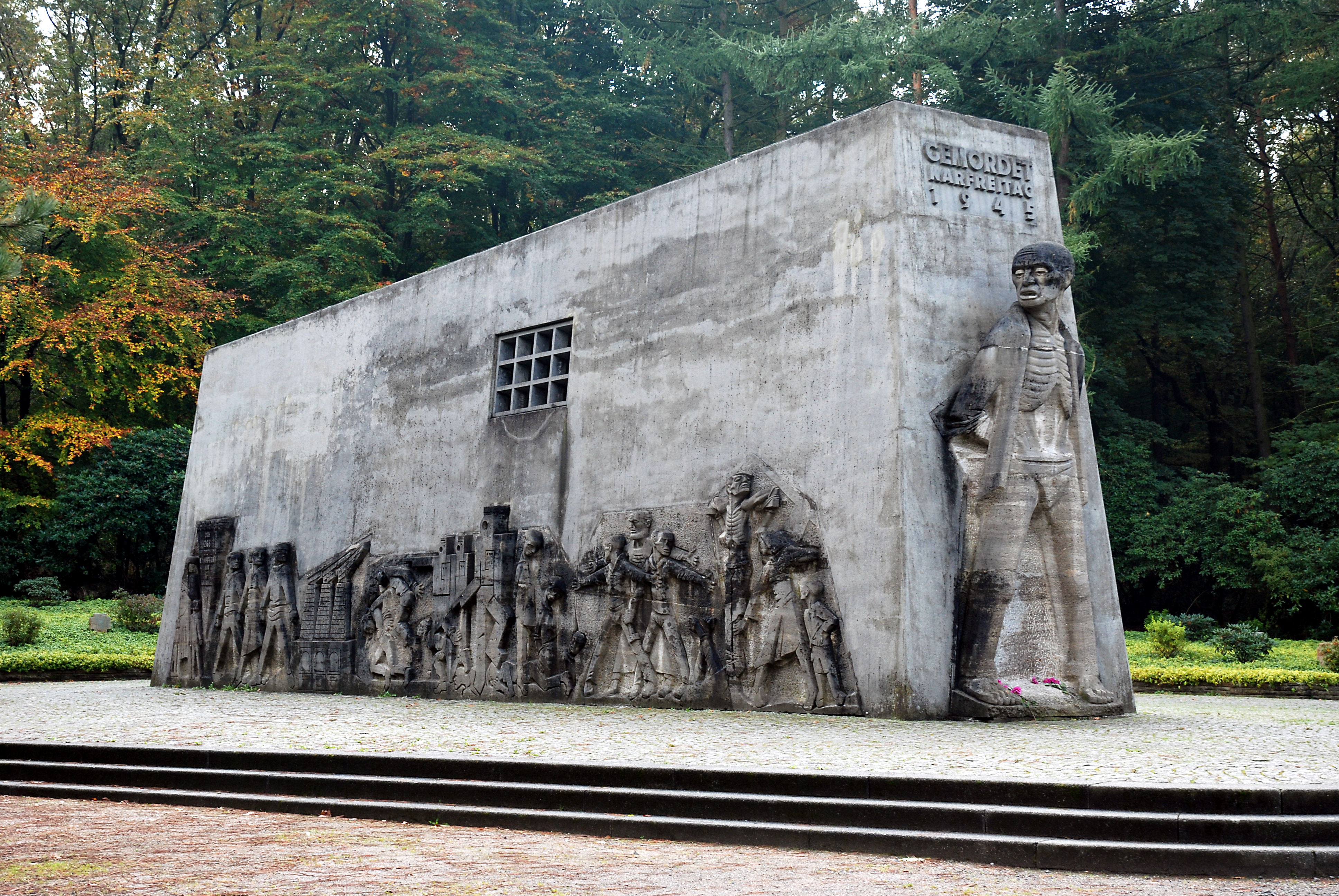
Památník Mahnmal Bittermark, Dortmund

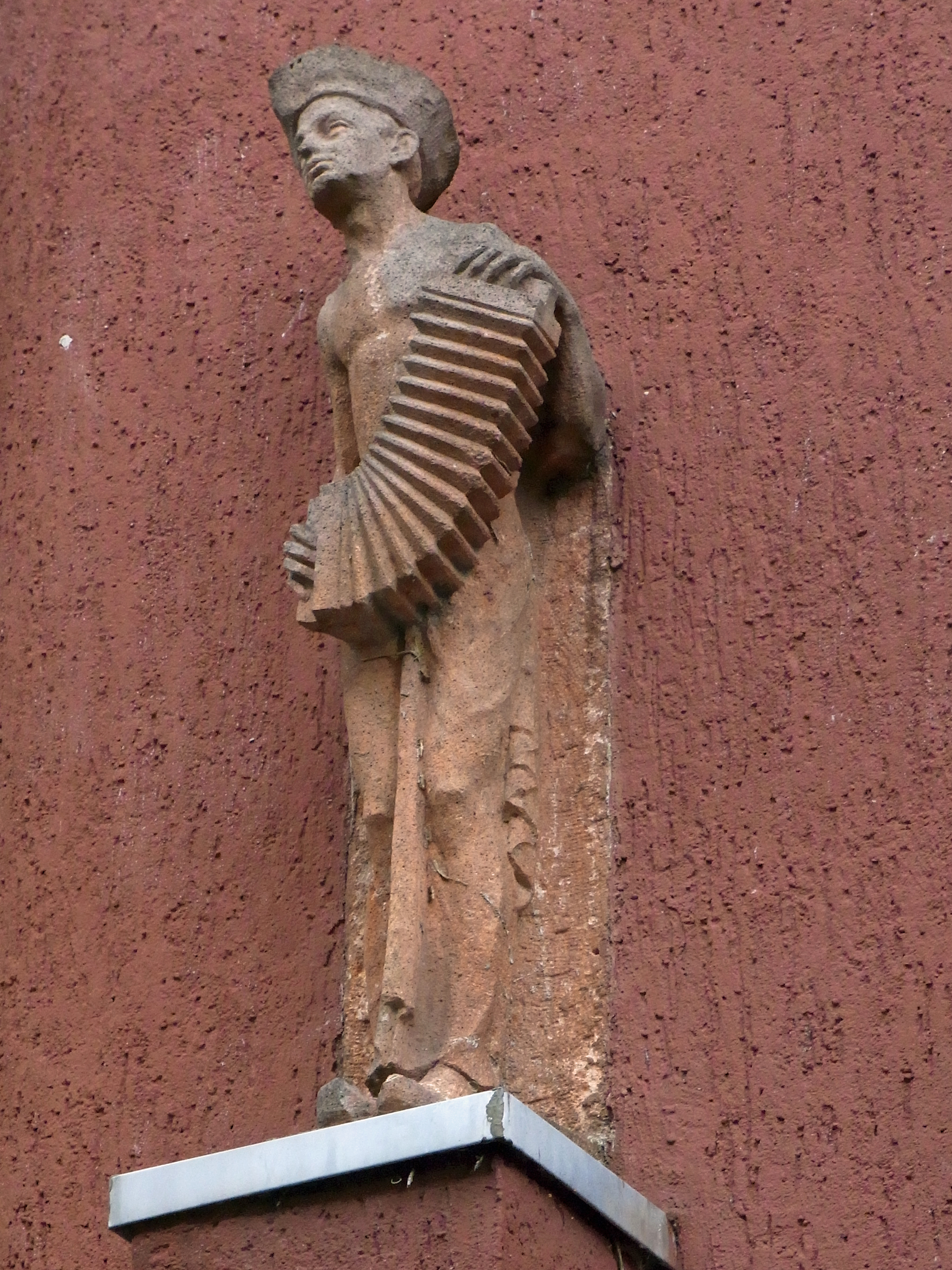
Socha na budově Cuno-Siedlung v Hagenu

Karel Niestrath (1896, Bad Salzuflen, Německo - 1971, Hagen, Německo) byl německý sochař. Byl jedním z mnoha německých umělců, jejichž dílo bylo v roce 1933 odsouzeno jako zvrhlé umění a v roce 1937 vystaveno na výstavě Entartete Kunst v Mnichově. Jeho asi nejznámější dílo je Mahnmal Bittermark, které vytvořil aby připomínalo zavražděné nucené dělníky a bojovníky, kteří byli zavražděni ve dnech před vstupem amerických vojáků do Dortmundu.

## Život a dílo
Niestrath začal svou uměleckou kariéru jako sochařský učeň. Narukoval jako voják do první světové války, ve které byl v roce 1917 zraněn, vrátil se domů a pak studoval na Werkkunstschule v Bielefeldu. Později pokračoval ve studiu na Drážďanské akademii umění. Niestrathovo dílo bylo ovlivněno zkušenostmi z první světové války, které prezentoval v sochách a akvarelu. Kromě toho vytvořil díla na téma těhotenství a porod a několik portrétů.
V roce 1933 bylo jeho dílo Kriegskrüppel vystaveno na fotografiích na nacistické výstavě Entartete Kunst. Jeho díla byla následně zakázána vystavovat v muzeích a na veřejnosti. Westfälische Landesmuseum v Münsteru vystavilo v roce 2008 mezi 44 exponáty, které byly během nacistické diktatury odstraněny jako „zvrhlé umění“, Niestrathovu sochu Hlad.
Po druhé světové válce byl Niestrath nejdřív učitelem na dortmundské malířské škole, kterou založil Hans Tombrock v roce 1947, později přednášel na Werkkunstschule Dortmund. Jedním z jeho studentů byl dortmundský sochař Anselm Treese. Reliéf u pohřebního sálu na hřbitově v Hagen-Haspe bylo jedním z jeho prvních děl po válce. V roce 1960 navrhl rozsáhlé sochy a reliéfy pro památník v Dortmundu v Bittermarku. Niestrath používal různé styly a formy, aby zobrazil utrpení brutálně zavražděných nucených dělníků a bojovníků odporu. Téměř kubistické, hranaté formy charakterizují nacistické vrahy, různé sochy a reliéfy ukazují mučení téměř 300 zavražděných obětí. Na díle jsou vidět křesťanské motivy v čele s ukřižovaným Kristem v opozici vůči nacistickým zločincům.
„Používal odvážné, nevšední umělecké prostředky: vyhublé, týrané postavy, oběti, jsou opatřeny realistickými rysy, vytesanými do výrazných organických forem - vrahové se objevují v pravém slova smyslu bez tváře a bez citu, jako nepodstatní roboti v geometricky abstraktním rouchu.“

## Výstavy
- Museum am Ostwall Dortmund, výstavní katalog 1973.
- Karl-Ernst-Osthaus-Museum 27. května 1994 až 7. srpna 1994
- Galerie Remmert und Barth, několik prací v přehledných výstavách

## Galerie

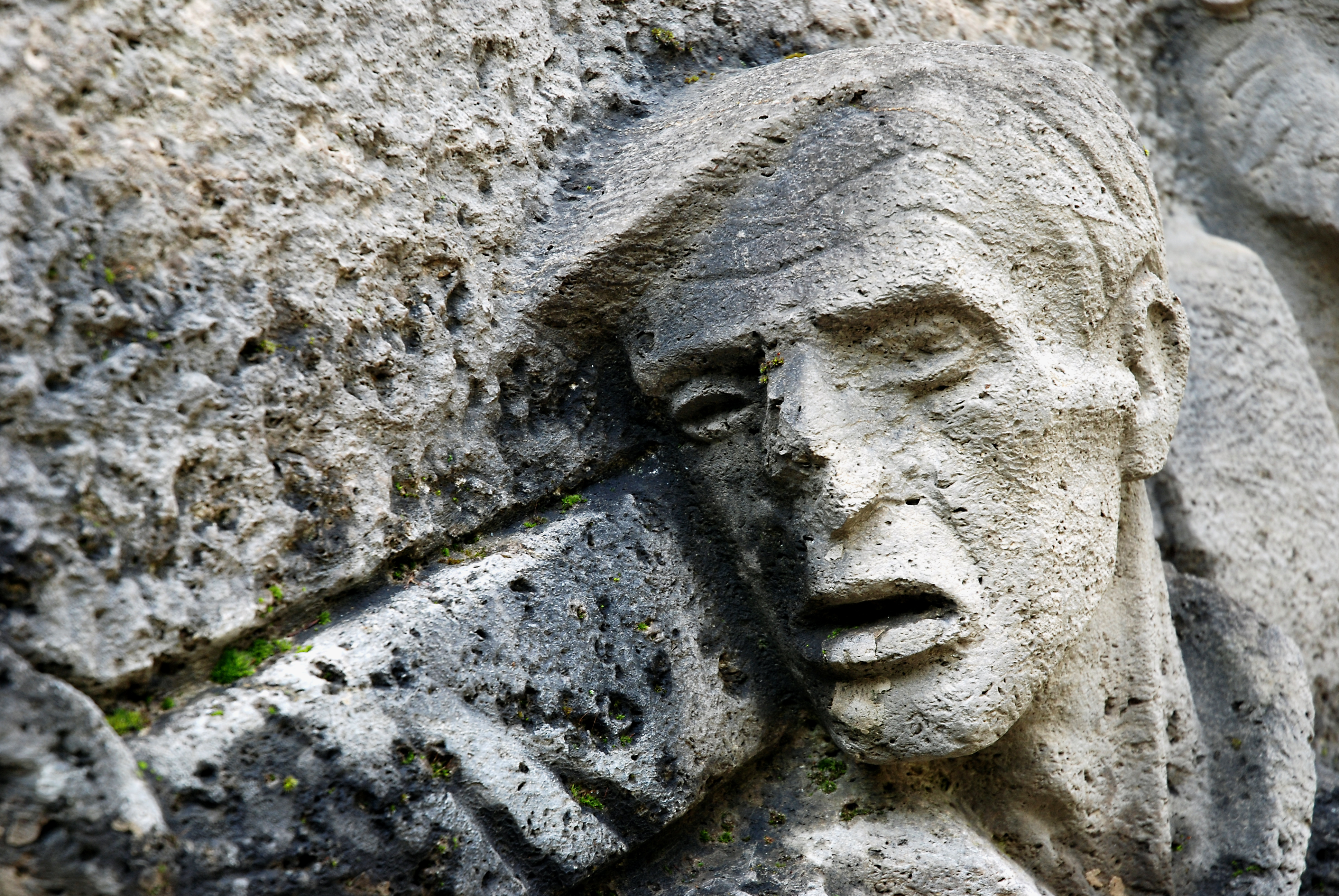
Mahnmal Bittermark, detail
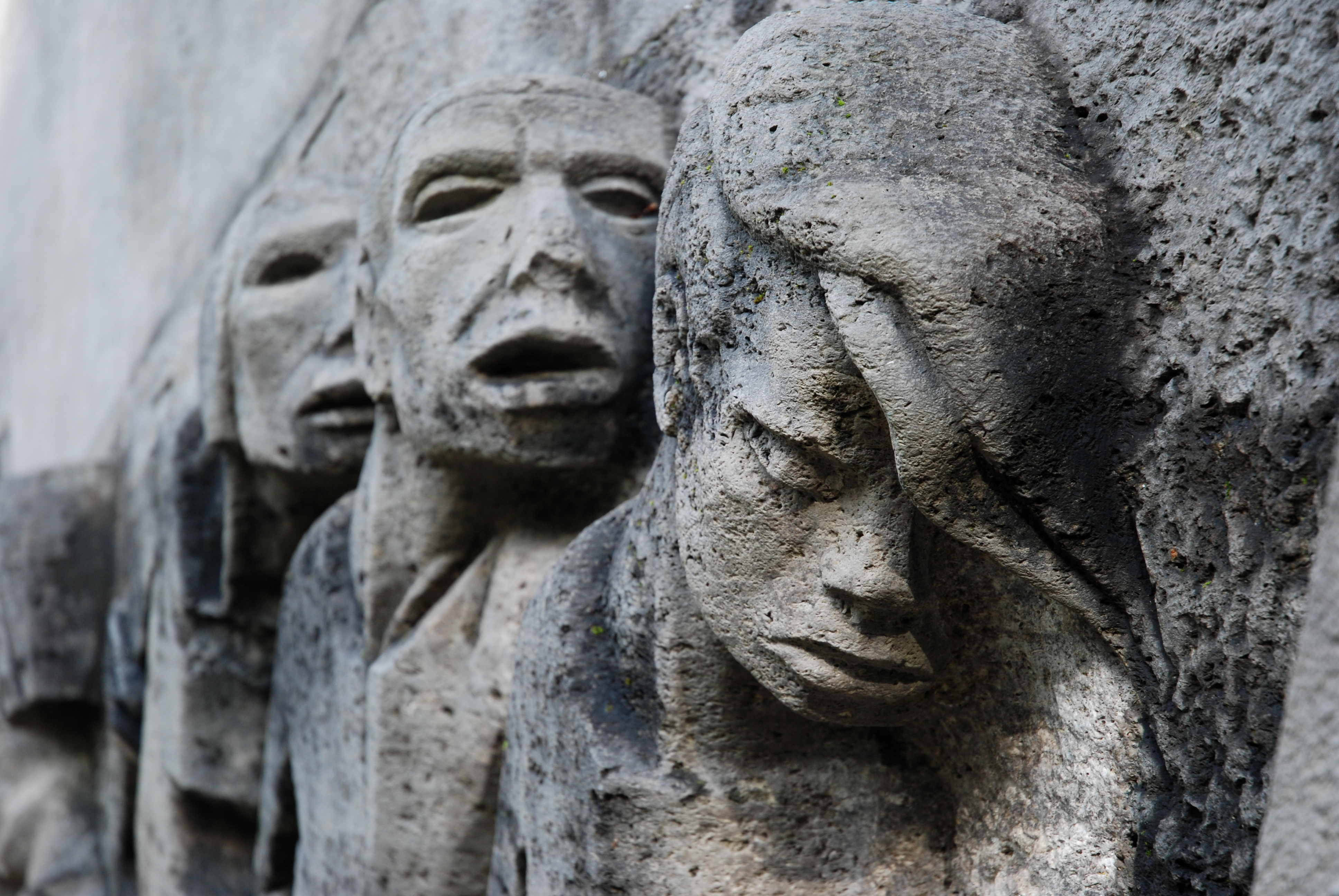
Mahnmal Bittermark, detail
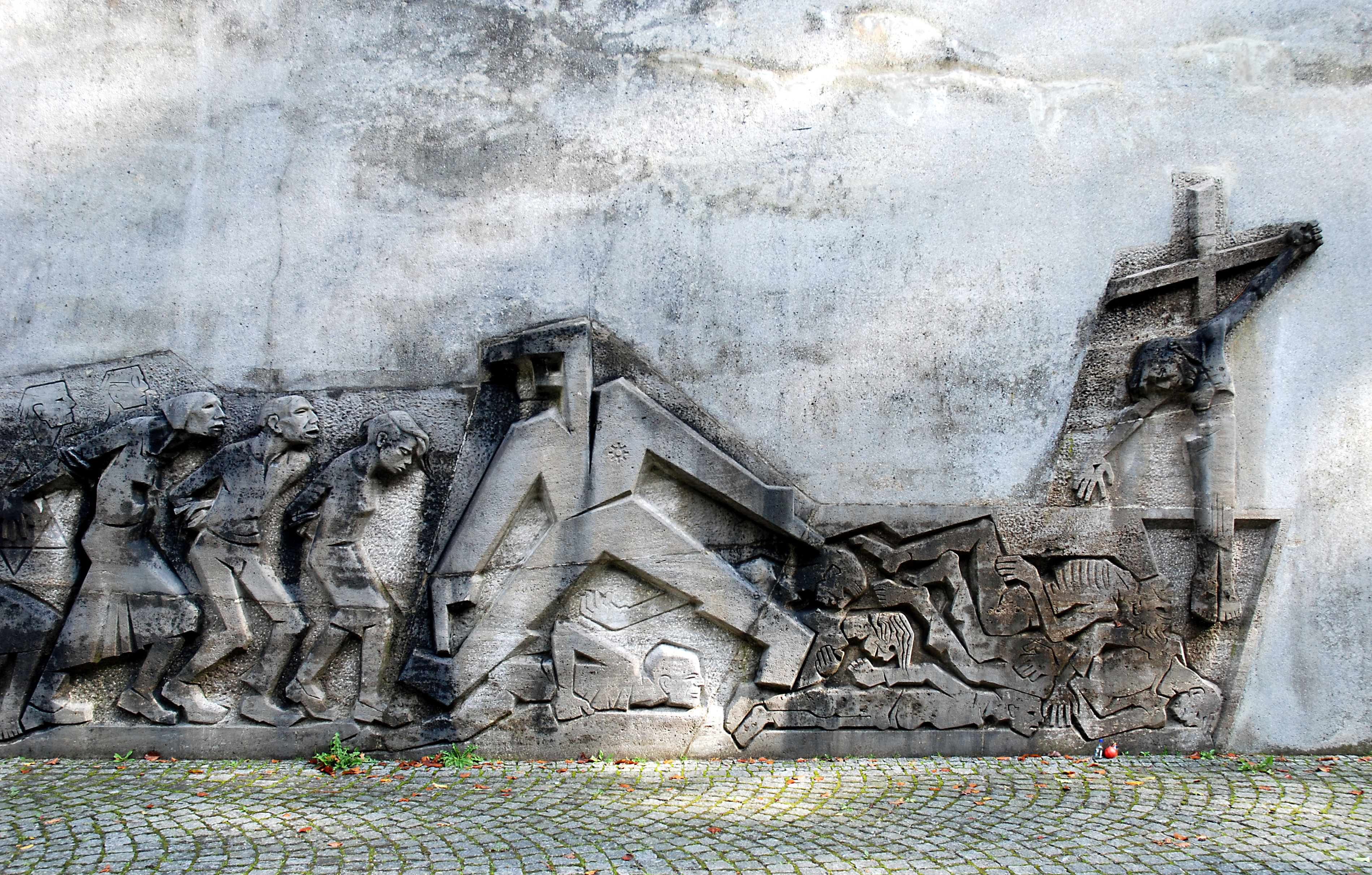
Mahnmal Bittermark, detail
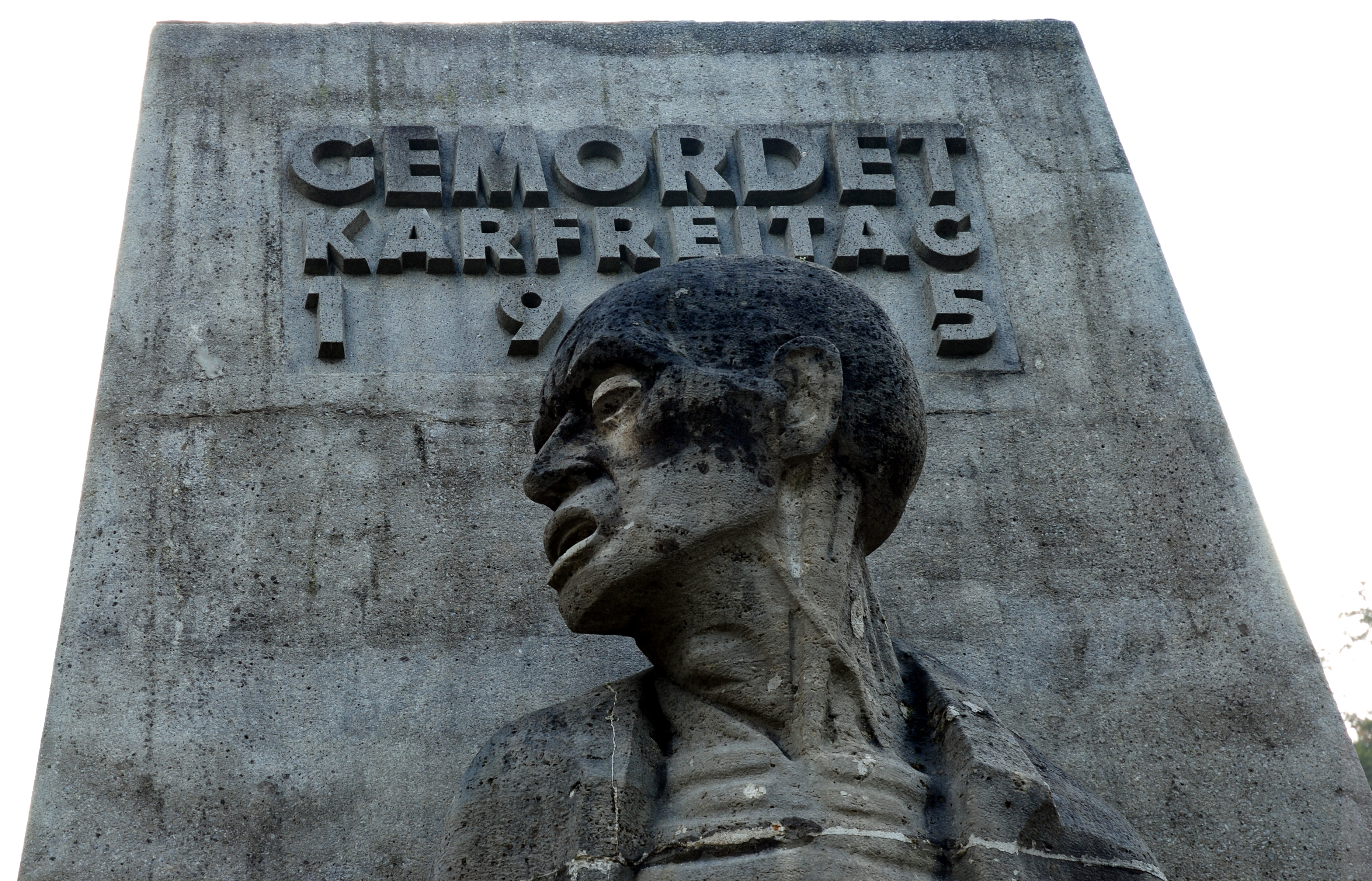
Mahnmal Bittermark, detail
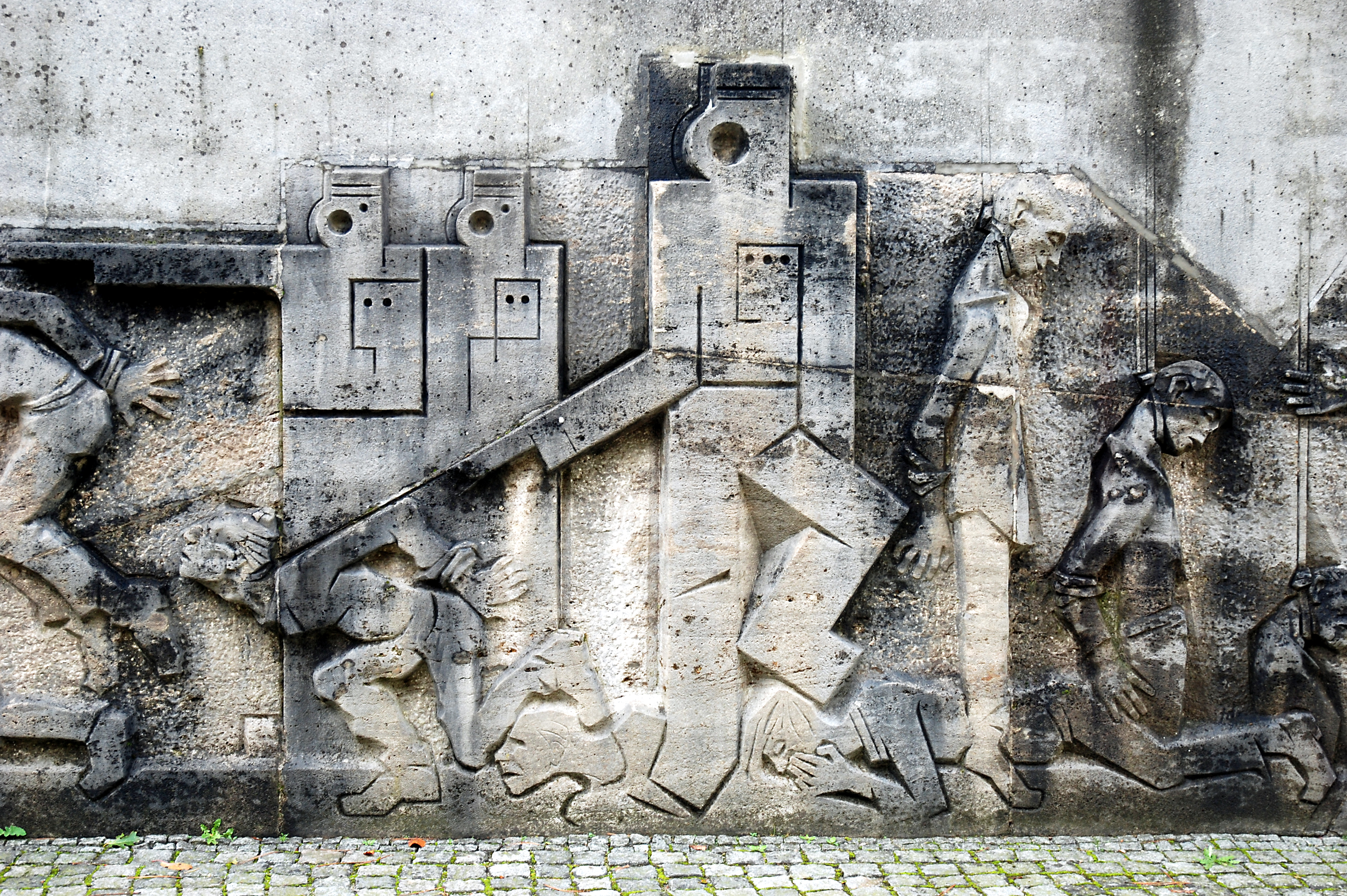
Mahnmal Bittermark, detail